# Битва при Хайфе (1948)
Битва при Хайфе (1948) (Операция "Биур Хамец «, ивр. מבצע ביעור חמץ‎, Сжигание хамеца)—  одна из  военных операций Израиля в арабо-израильской войне 1947—1949 годов, операция Хаганы по захвату Хайфы, проведенная 21—22 апреля 1948 года. Цель операции — установление еврейского контроля над городом путём захвата арабских кварталов и, как следствие, бегство арабских жителей. С 21 по 22 апреля бежало ~ 15 тыс. арабских жителей, к дате окончания британского мандата в Палестине в середине мая в городе осталось только 4 тыс. из ~ 65 тыс. арабского населения.

## Фон
Хайфа, расположенная на побережье Средиземного моря на северо-западной окраине равнины Шарон, была стратегически важным пунктом Подмандатной Палестины. Хайфский порт был крупнейшим глубоководным портом страны. Изреельская железная дорога была частью Хиджазской железной дороги и важной частью транспортировки нефти по нефтепроводу Киркук-Хайфа, который иракское правительство закрыло в апреле 1948 года, как и хайфский нефтеперерабатывающий завод Consolidated Refineries. Хайфа находилась на территории, выделенной еврейскому государству в соответствии с Планом ООН по разделу Палестины.
Гражданская война в Палестине обострилась на заключительном этапе действия британского мандата. С конца 1947, в ожидании ухода британцев после окончания британского мандата, арабская доля населения Хайфы начала сокращаться. К середине марта от 25 000 до 30 000 наиболее богатых палестинских арабов уже эвакуировались из города. Этот исход оставил арабское население Хайфы без лидеров. К апрелю 1948 года в Хайфе осталось 135 тыс. человек, из них 70 тыс. —евреи, 65 тыс.— палестинские арабы.
Еврейские районы города, Адар и Неве-Шаанан обладали стратегическим преимуществом, так как были расположены выше по склону горы Кармель, арабские кварталы Вади-Салиб, Халиса и Вади-Ниснас располагались у подножия горы Кармель.
В апреле в городе происходили эпизодические стычки между отрядами Хаганы и арабскими нерегулярными формированиями. По данным Морисса, численно силы сторон были примерно равны и составляли с каждой стороны от 500 до 1000 человек. По данным Паппе, силы «Хаганы» в городе насчитывали 2000 человек, а арабов — 500 человек (в основном ливанские добровольцы). Арабские отряды были хуже вооружены и организованы, не обладали тяжёлым вооружением. Еврейские отряды были оснащены миномётами, были лучше организованы.
Арабское население Хайфы было удалено от других крупных палестинско-арабских центров, еврейские поселения вдоль подъездных дорог к Хайфе блокировало контакты между ними. Арабские предприятия и мастерские перед уходом британцев закрылись без каких-либо перспектив дальнейшего трудоустройства, безработица была широко распространена, а стоимость продуктов питания выросла. Происходили постоянные стычки между евреями и арабами, из-за чего Хайфский арабский национальный комитет потребовал от палестинских арабов прекратить стрельбу и вернуться к работе. Верховный комиссар Палестины Алан Каннингем в своём отчёте указывал, что именно арабская сторона атаковала евреев на протяжении четырёх дней, предшествовавших событиям 21 и 22 апреля.
Апрельское наступление Хаганы (операция «Нахшон» по открытию дороги Тель-Авив — Иерусалим и операция «Ифтах» по контролю над восточной Галилеей) застало Верховный арабский комитет врасплох.

## Перед сражением
Попытка арабской стороны доставить в Хайфу оружие и боеприпасы для располагавшейся там части Арабской Освободительной Армии была сорвана 17 марта 1948 года, когда из-за устроенной засады на конвой, перевозивший 15 тонн оружия и взрывчатки, погиб командующий арабской милицией города Хайфы Мухаммед аль-Кунейти.  У Хаганы был высокопоставленный информатор, и она смогла перехватить девять из одиннадцати палестинских арабских конвоев с оружием для Хайфы. Арабским гарнизоном палестинских арабских районов города командовал капитан Амин Изз ад-Дин, назначенный военным комитетом Арабской освободительной армии 27 марта в Дамаске. В течение следующего месяца его первоначальный отряд в 450 человек был истощен из-за дезертирства и перестал быть боевой силой.
Готовясь к полной эвакуации после окончания мандата, британцы в начале апреля начали эвакуацию войск через хайфский порт. В рамках подготовки к передаче Палестинской комиссии ООН функций временного правительства Палестины были созданы британские добровольческие полицейские силы. Первоначально британское правительство предполагало завершить эвакуацию к середине мая.
На 18 апреля 1948 года уже пала Тверия, жители немецкой колонии в Вальдхайме и Вифлееме находились под стражей, Хагана уже захватила Немецкую колонию в Хайфе, и немцев-темплеров, выступавших против образования государства Израиль, ожидала эвакуация в Египет  для транзита в Австралию . Британский командующий  Хайфы генерал-майор Хью Стоквелл вызвал в свой штаб представителя Еврейского агентства Гарри Бейлина и сообщил о намерении немедленно начать эвакуацию британских войск и о новом сроке её завершения— 20 апреля.
19 апреля председатель хайфского отделения Гистадрута Абба Хуши посетил  Стоквелла с целью выяснения его отношения к возможной атаке на арабов в Хайфе со стороны «Хаганы». Стоквелл уведомил его о своём негативном отношении и о том, что британская армия должна будет вмешаться.
С учётом этой информации Хагана подготовила трёхстороннюю атаку на арабские кварталы Вади-Ниснас, Вади-Салиб и Халиса.
20 апреля капитан Амин Бей Изз ад-Дин и Бейлин были вызваны в британский штаб уже вдвоём и проинформированы о досрочном уходе Великобритании. Изз ад-Дин немедленно отправился в Дамаск, передав командование санитарному инженеру Юннису Наффе. 21 апреля видные члены Хайфского НК Хаким Халил и Ахмад Бэй Халил также были эвакуированы.
Командирами бригады Кармели были переработаны детали предстоящей операции и изменено её название с „Мивца Миспарайим“ ( „Операция Ножницы“) на „Мивца биур хамец“ („Операция по сжиганию хамеца“). Еврейская тактика в битве была разработана так, чтобы ошеломить и быстро одолеть противника; деморализация была основной целью. Был дан приказ 22-му батальону Кармели убить каждого встреченного [взрослого мужчину] араба» и поджечь зажигательными бомбами «все объекты, которые можно поджечь».

## Битва
На рассвете 21 апреля британские войска оставили свои позиции, разделяющие арабские и еврейские кварталы, и отошли в район порта и Французского Кармеля. По данным Илана Паппе, британский командующий Стоквелл вызвал к себе утром 21 апреля представителей арабского населения города и высказал мнение, что арабскому населению следует покинуть город. Призывы арабского населения города прислать помощь извне остались без ответа. Британская армия остановила колонну арабских сил, двигающуюся для помощи жителям Хайфы со стороны Тиры. Британский командующий в Хайфе Стоквелл утверждал, что сделано это было «из гуманитарных соображений, чтобы избежать продолжения боев, исход которых был предрешён». Сирийское и ливанское правительства 21 апреля потребовали от Британии немедленно остановить происходящее в Хайфе, угрожая в противном случае вооружённым вмешательством. Однако британская армия не предприняла никаких действий.
Силы Хаганы состоявшие из 5 рот полевого корпуса, одной роты Пальмаха и контингента Гвардейского корпуса Хаганы (ХИМ), начали битву за Хайфу ранним утром 21 апреля с захвата на севере города моста Вади-Рушмия, связывающего Хайфу с еврейскими поселениями в Западной Галилее. Бой с арабскими силами за мост длился более суток — до 11 часов утра 22 апреля — и кончился победой «Хаганы». В результате были отрезаны арабские районы, а большинство жителей района бежало в Нижний Город.
В час ночи 22 апреля силы «Хаганы» начали миномётный обстрел Нижнего Города с горы Кармель. Там, в центре города, недалеко от порта и железнодорожного депо, находился арабский штаб. Основному удару еврейских сил предшествовал минометный обстрел арабского мусульманского квартала Халиса с возвышенности еврейского квартала Адар, 3500-5000 арабских нерегулярных бойцов не смогли обеспечить реальную защиту.  Еврейские силы атаковали Вади-Салиб и Вади-Ниснас со стороны Адара, а Халису со стороны Неве-Шаанана.
Завязались уличные бои за наиболее сильные арабские позиции в районе здания железнодорожной компании (Дом семьи Хури), телефонной станции и зданий командования арабской милиции, находившихся над Старым рынком. Рукопашные бои, бои внутри зданий и от дома к дому продолжались до раннего утра 22 апреля. Из-за миномётных обстрелов и коллапса арабских сил и администрации (руководство которых уже оставило город) среди жителей Нижнего Города началась паника. Хагана старалась её усилить, заявив, что палестинское арабское население должно «немедленно эвакуировать женщин, детей и стариков и отправить их в безопасное убежище». Разнёсся слух, что британцы, взявшие под контроль порт, обещают защиту, и арабские жители устремились в гавань. Многие на лодках эвакуировались на северную часть хайфского залива в Акко. При этом среди паникующего населения при входе в порт происходила давка; часть лодок с беженцами перевернулась. Илан Паппе пишет, что арабские лидеры города, пытаясь упорядочить эвакуацию, с помощью громкоговорителей, призывали арабских жителей города собраться на рынке близ порта. Когда толпа собралась там, миномётчики «Хаганы» открыли по ней огонь. Это вызвало усиление паники и давки в порту, так как, спасаясь от обстрела, толпа хлынула туда.
Утором 22 апреля Арабский национальный комитет Хайфы запросил о перемирии через Стоквелла. Однако условия, предложенные Хаганой — полное разоружение, сдача оружия и введение комендантского часа — не были приняты арабским руководством.
К полудню 22 апреля бои затихли. Евреи полностью контролировали центральную площадь Хамра и Стэнтон-стрит (сейчас улица Шивъат Цион) и вели огонь с позиций в районе рынка.  В 17:00 22 апреля общее сопротивление арабов прекратилось в восточной части, за исключением нескольких изолированных мест. В районе Вади-Ниснас бой все ещё продолжался. Считается, что арабские потери в этом районе были значительными. В 18:00 арабские лидеры встретились с еврейскими для обсуждения перемирия.
Еврейская сторона требовала полной сдачи оружия, депортации из города мужчин-иностранцев и введения комендантского часа для облегчения еврейским силам проводить поиски оружия; при этом было обещано относиться к арабскому населению как к «свободным и равным гражданам Хайфы». Арабская делегация попыталась связаться с Верховным Арабским Комитетом в Иерусалиме, но, не получив ответа, заявила, что не имеет полномочий заключать соглашение, и что арабское население желает эвакуироваться.
К вечеру 22 апреля 1948 года британцы контролировали только портовую зону Хайфы, а остальная часть города находилась в руках бригады Кармели (Хагана), которой командовал Моше Кармель.

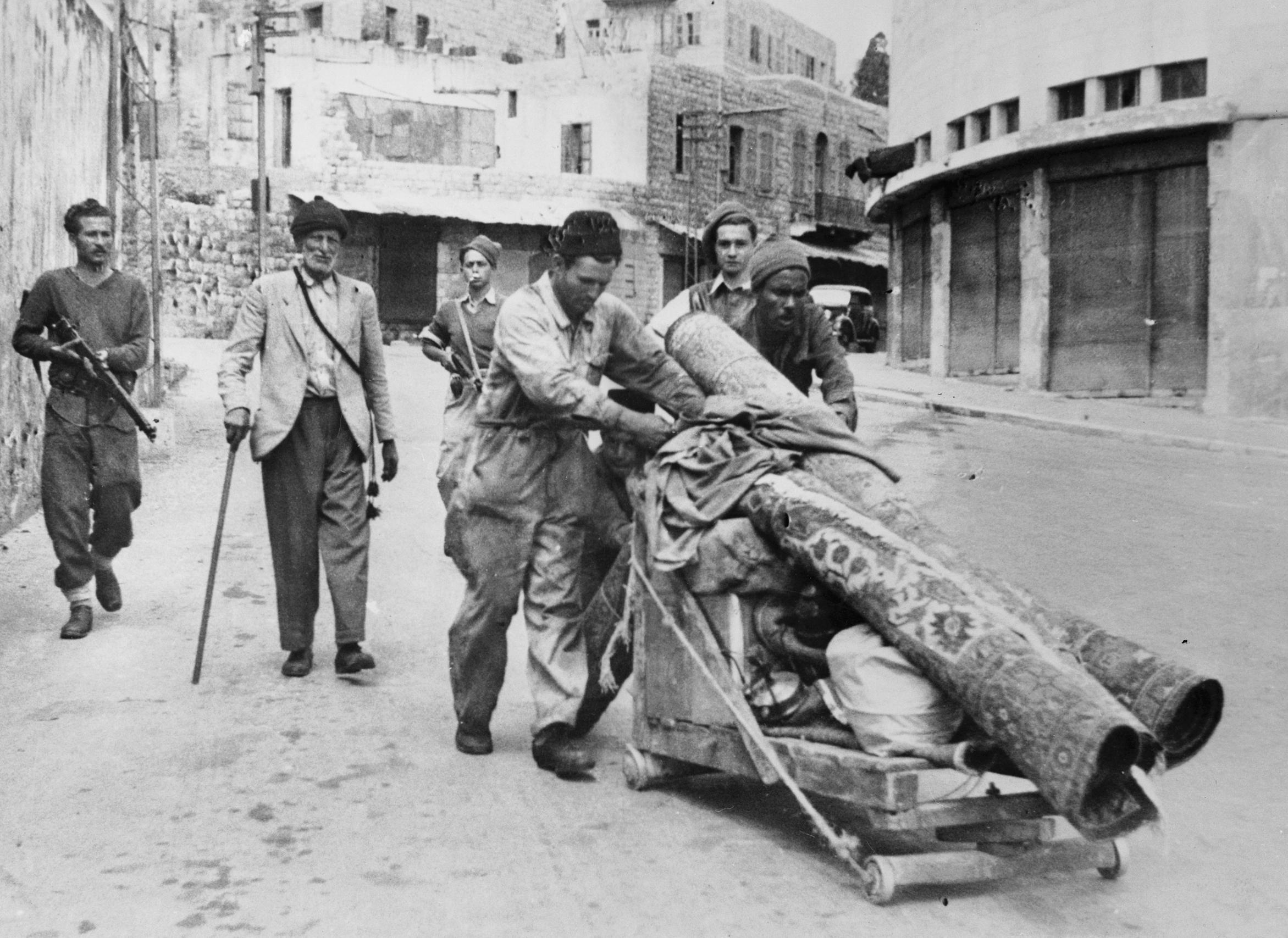
Арабских жителей изгоняют из города.

Бенни Моррис описал использование Хаганой приёмов психологической войны в Хайфе:
- вещание на арабском языке
- фургоны с громкоговорителями
- призыв к жителям „выгнать иностранных преступников“
- призыв „уйти из каждого дома и улицы, из каждого квартала, занятого иностранными преступниками“
- призыв „немедленно эвакуировать женщин, детей и стариков и отправить их в безопасное убежище“

Джон Кимче также описал психологический удар по арабским кварталам и паническое бегство арабов из города
Около 15 000 арабов бежали из Хайфы 21—22 апреля. Рашид аль-Хадж Ибрагим, муниципальный лидер палестинских арабов, охарактеризовал нападения как «провокацию террора среди женщин и детей, на которых сильно повлияли ужасы Дейр-Ясина и описал бегство арабских жителей Хайфы в портовый район для дальнейшей отправки в Ливан, как паническое, при этом брошенными остались арабские дома, имущество, мастерские .
Историк Валид Халиди описал «массовый исход арабского населения Хайфы» как спонтанную реакцию на сочетание террора и тактики психологической войны, принятое Хаганой. Оценки количества убитых арабов различаются: еврейский источник признаёт 300 убитых. По данным британской стороны 21—22 апреля в ходе боёв погибло 150 арабов и 16-20 евреев. Из отчёта Каннингема в министерство колоний следует, что за всё время боёв погибли 100 арабов и 14 евреев, но арабские средства информации в те дни завысили число погибших арабов до 23 тысяч. Аль-Ариф оценивает число убитых арабов в 150—300 человек при 363 убитых евреях.

## Последствия
Отношения Британии с арабскими странами
Бездействие британской армии во время захвата Хайфы «Хаганой» вызвало напряжение в отношениях между британцами и арабскими странами. Хью Стоквелл, командующий британскими силами в Хайфе, был обвинён в заговоре с евреями. В Лондоне премьер-министр потребовал объяснений от фельдмаршала Монтгомери,  министр иностранных дел Эрнст Бевин заявил, что «резня арабов поставила его в невозможную позицию перед арабскими государствами».
Положение в Хайфе
23 апреля Моше Кармель объявил в городе военное положение. В тот же день подразделения «Иргуна» двинулись в некоторые центральные районы Хайфы. Двумя днями позже произошло столкновение Иргуна с Хаганой в результате которого «Иргун» пострадал. Еврейское агентство заменило приостановленную правительственную деятельность  Прекратили работу телеграф, телефонные магистральные линии. Аэропорт Лидды не работал, регулярное воздушное сообщение и авиапочта внутри и за пределами страны прекратились. Районы, покинутые британскими войсками, немедленно превратились в поля боевых действий.
Положение арабского населения

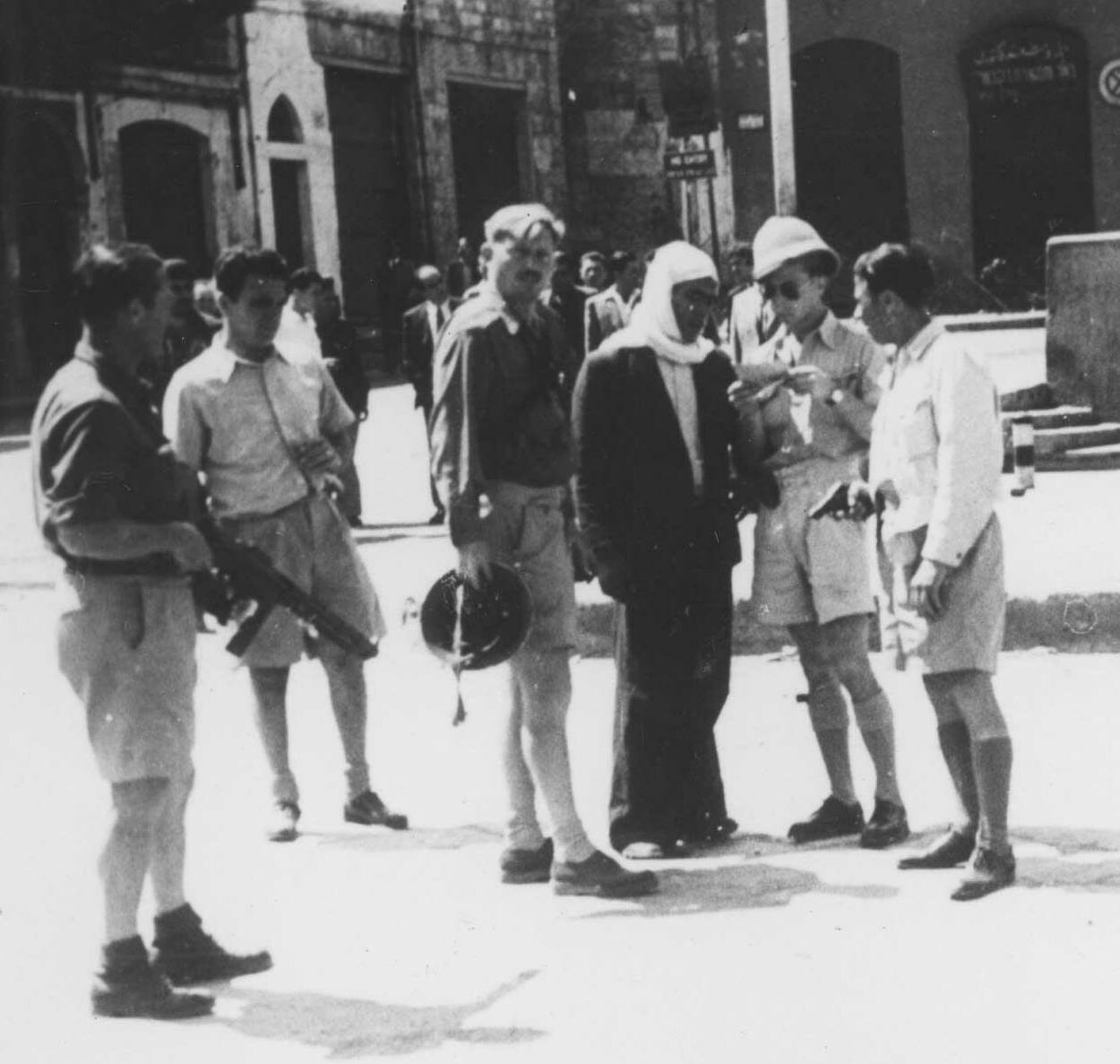
Еврейские силы проверяют документы арабских жителей.

21—22 апреля из Хайфы было эвакуировано 15 000 мирных арабских жителей, осталось около 30-45 тыс. человек. Однако, к середине мая осталось только 4 тыс. арабов (до конфликта было 65 тыс. человек), сосредоточенных в районах Вади-Ниснас и Вади-Салиб. Брошенное арабами жильё разрушалось силами отдела технического и городского развития Хайфы.
Радио Еврейского агентства на арабском языке от имени «Хаганы» призывали арабских жителей остаться в Хайфе, подчёркивая необходимость в сотрудничестве между общинами (к этим призывам присоединился и действующий мэр города Шабтай Леви). Оставшимся жителям была обещана защита. При этом  часть солдат «Хаганы» мародёрствовали, в некоторых сообщениях говорится о грабежах и нападениях на мирных жителей.  1 мая город посетил Давид Бен-Гурион,  призвавший к уважению арабской собственности и оказанию помощи оставшимся арабским жителям. Однако в дальнейшем — в июле 1948 года — всем оставшимся в городе арабским жителям Хайфы (3,5-5 тысяч человек) было приказано покинуть свои дома в различных районах Хайфы и переселиться в район Вади Ниснас. Согласно дневнику Бен-Гуриона, и после переселения туда арабы Хайфы подвергались жестокому обращению со стороны израильской армии.
Моше Даян был назначен управлять брошенной в ходе бегства арабской собственностью в городе. Он ввёл политику сбора всего, что могло быть использовано армией, и хранения конфискованного на складах, остальное распределялось между еврейскими сельскохозяйственными поселениями. Голда Меир согласилась с этой политикой.